# Double Trouble (1967)
Double Trouble is een Amerikaanse muziekfilm uit 1967 onder regie van Norman Taurog.

## Verhaal
De Amerikaanse popzanger Guy Lambert heeft veel bekijks in een nachtclub in Londen. De jonge miljonairsdochter Jill Conway wordt verliefd op de zanger. Haar voogd Gerald Waverly grijpt in door haar naar een kostschool in Brussel te sturen. Hij weet niet dat ook Guy naar België gaat. Op de boot ziet het liefdespaar elkaar terug.

## Rolverdeling
| Acteur             | Personage                   |
| ------------------ | --------------------------- |
| Elvis Presley      | Guy Lambert                 |
| Annette Day        | Jill Conway                 |
| John Williams      | Gerard Waverly              |
| Yvonne Romain      | Claire Dunham               |
| The Wiere Brothers | Drie stuntelende detectives |
| Chips Rafferty     | Archie Brown                |
| Norman Rossington  | Arthur Babcock              |
| Monte Landis       | Georgie                     |
| Michael Murphy     | Morley                      |
| Leon Askin         | Inspecteur De Groote        |
| John Alderson      | IJsverkoper                 |
| Stanley Adams      | Kapitein Roach              |
| Maurice Marsac     | Fransman                    |
| Walter Burke       | Stuurman                    |
| Helene Winston     | Gerda                       |